# Lulu & Jimi
Lulu & Jimi ist eine melodramatische Filmkomödie aus dem Jahr 2009 von Oskar Roehler, der auch das Drehbuch schrieb. Der Film handelt von der Liebe der Protagonistin Lulu zu Jimi, die jedoch nicht den Segen ihrer Mutter findet, die schon einen anderen als Gatten für ihre Tochter erkoren hat.

## Handlung
Durch einen Zufall treffen sich Lulu und Jimi auf dem Jahrmarkt. Sie verlieben sich ineinander, was jedoch nicht den Plänen von Lulus Mutter Gertrud entspricht. Als Ehemann für ihre Tochter wünscht sie sich Ernst, der einer wohlhabenden Familie entspringt.
Als Gertrud erfährt, dass Jimi ein Schwarzer ist, beschließt sie den Psychiater von Oppeln zu konsultieren, der sich um Lulu kümmern soll. Trotz allen Einsatzes kann Gertrud regelmäßige Treffen von Lulu und Jimi nicht verhindern, die sich am Ende dazu entschließen, nach Amerika auszuwandern.

## Kritiken
„Schrille, überzeichnete Mischung aus Melodram und Komödie, inszeniert als Hommage auf David Lynch und seinen Film „Wild at Heart“. Ausgeprägtes Lichtdesign, markante Darsteller und überspitzte Genremuster verorten Oskar Roehlers sehr persönlichen Film in einer bunten Pop-Märchenwelt, aus der sich freilich keine Aussagen über die Wirklichkeit in den 1950er-Jahren ableiten lassen.“

„Das ist ein kruder Mix und ein ziemlich einzigartiges Ding in der gegenwärtigen deutschen Kinolandschaft. ‚Lulu & Jimi‘ hat etwas Maßloses; der Film verliert die Kontrolle mit Freude. In einer Szene gibt ein Trupp von Weltkriegsveteranen Schauerstorys zum Besten: ‚Ich hatte eine Freundin in Stalingrad‘, erzählt eine Figur namens Harry Hass. ‚Und weißt du, was ich mit ihr gemacht habe? Ich habe sie erschossen und aufgegessen.‘ ‚Lulu & Jimi‘ hat keine Scheu, nach außen zu kehren, was anderswo unter dem Teppich bleibt.“

„Ein ganz schöner Trip, das neue Oskar-Roehler-Werk. Und das in mehrfacher Hinsicht: Seine Romanze ‚Lulu und Jimi‘ ist ein Farbrausch, die Helden sind auf der Flucht, der Zuschauer kann delirieren und sich amüsieren zugleich. Ach, und kritisch ist der Film auch.“